# Weymouth and Portland
Weymouth and Portland var mellan 1974 och 2019 ett distrikt i Storbritannien. Det låg i grevskapet Dorset och riksdelen England, i den södra delen av landet, 190 km sydväst om huvudstaden London. Huvudort var Weymouth. Även halvön Isle of Portland bidrog till distriktets namn. Distriktet hade 65 167 invånare (2011).
Den 1 april 2019 blev det en del av den nya enhetskommunen Dorset.